# Integrovaná střední škola Vysoké nad Jizerou
Integrovaná střední škola Vysoké nad Jizerou byla založena ve Vysokém nad Jizerou roku 1920 a poskytuje odborné vzdělávání.

## Historie

### Do vzniku Integrované střední školy
Od padesátých letech 19. století se začaly zřizovat hospodářské školy v Čechách a první návrh na zřízení takové školy ve Vysokém byl podán už v roce 1874. K realizaci došlo až za první republiky v roce 1920, kdy byla ve Vysokém založena odborná hospodářská škola. Ta byla dvouletá a školní rok začal 3. listopadu 1920. Prvním ředitelem se stal diplomovaný agronom Josef Koukol. Škola poskytovala absolventům uplatnění jako nižší hospodářští úředníci.
V roce 1925 dokončena výstavba školní budovy nákladem 1 477 207,6 Kčs.
V budově školy fungovala od 1933 státní výzkumná zemědělská stanice s pronajatým školním statkem, zde měli žáci právo provádět praktická cvičení. 
V době Protektorátu byla škola zabrána Němci, po roce 1945 obnovena výuka, ale v závislosti na politických změnách (únor 1948) opět výuka přerušena a v letech 1950–1952 sloužila jako okresní politická škola.
1. 9. 1952 zde byla otevřena dvouletá zemědělská účetnická škola zakončena závěrečnou zkouškou. Ve škole zároveň probíhaly doškolovací kurzy pro starší pracovníky JZD ve funkci účetních.
Provoz dvouleté účetnické školy byl ukončen a od 1. 9. 1958 nahrazen čtyřletým studiem střední technické zemědělské školy, studium bylo zakončeno maturitní zkouškou; ta byla doplněna ještě praktickou zkouškou. Pro vzdálenější studenty byl vybudován žákovský domov. Tehdy odjížděli studenti za rodiči jen jednou za 14 dnů.
V období 1. 9. 1962–1970 zde fungovalo zemědělské odborné učiliště s oborem zemědělec mechanizátor. Od roku 1970, za působení ředitele Ing. Josefa Grafka, se škola začala rozšiřovat nejen o další budovy dílen, domov mládeže a další budovy, ale především o další učební a také studijní obory. V letech 1972–1976 zde fungovaly dva typy škol – zemědělské odborné učiliště (ZOU) a dívčí odborná škola se zemědělským zaměřením. Ta byla později nahrazena učebním oborem chovatelka hospodářských zvířat. Například ve školním roce 1973/1974 v ZOU probíhala výuka v tříletých oborech traktorista mechanizátor a chovatelka hospodářských zvířat. Současně existoval dvouletý obor zemědělec mechanizátor. Od roku 1974 pokračují v ZOU jen tříleté učební obory.
V roce 1980 byla škola přejmenována na střední odborné učiliště zemědělské (SOUS). S tím, jak se zmenšovala poptávka po zemědělských oborech, docházelo ke změnám v SOUZ. Od 1. 9. 1983 byl spuštěn 1. ročník oboru strojník a skončil obor traktorista mechanizátor.
K dalším zásadním změnám došlo až ve školním roce 1991/1992, tehdy byl při SOUZ otevřen nový typ školy – rodinná škola s maturitou , zároveň i učňovské učební obory, a to chovatelka hospodářských zvířat, mechanizátor rostlinné výroby a mechanik opravář. Učební obory ve školním roce 1993/4: opravář zem. techniky, mechanizátor , zemědělec, farmář, chovatel se zaměřením pro chov hospodářských zvířat.

### Integrovaná střední škola
Od 1. 9. 1995 vznikla integrovaná střední škola se studijními a učebními obory. V tomto roce byl otevřen nový učební obor mechanik opravář silničních motorových vozidel a otevřen 1. ročník studijního oboru při ISŠ – obchodní akademie. Dalšími učebními obory, byly opravář zemědělských strojů ,farmář, opravář zemědělské techniky, mechanizátor rostlinné výroby a zemědělec. Čtvrté ročníky rodinné školy poprvé maturovaly 1995/6 .
Od roku 1996 přibylo nástavbové studium pro podnikání ve strojírenství a nástavbové studium pro podnikání v zemědělství .
1998/1999 byl otevřen nový obor autoelektrikář.
Od školního roku 2000/2001 je pro potřebu dospělých, kteří si chtějí doplnit vzdělání maturitou, otevřeno dálkové nástavbové studium..
V roce 2002/2003 fungují v ISŠ učební obory automechanik, autoelektrikář, klempíř, opravář zemědělských strojů a studijní obory nástavbové a obchodní akademie. O rok později byla ISŠ stanovena pilotní školou pro přípravu reforem v oborech autoelektrikář, automechanik, klempíř.
Školní rok 2004/5 přináší nový studijní obor autotronik, což je čtyřletý studijní obor zakončený maturitní zkouškou, jenž má přivést do praxe odborníky pro údržbu a diagnostiku motorových vozidel. V roce 2005/2006 se škola zapojila do programu dotovaného Evropskou unií E QUELL a učitelé pracovali jako lektoři jazykových a počítačových kurzů, které umožnily získat zájemcům z odlehlých koutů země základní jazykové poznatky z němčiny, angličtiny a výpočetní techniky Ve školním roce 2006/2007 se v ISŠ učilo nebo studovalo celkem 418 žáků.
Od 1. 9. 2007 byl otevřen nový učební obor autolakýrník a k němu vybudována nová budova autolakovny.
2008/2009 v ISŠ existují učební obory: automechanik, autoelektrikář, klempíř, lakýrník, studijní obory: autotronik, obchodní akademie, denní a dálková nástavba. Od 1. 1. 2008 bylo k ISŠ přiřazeno ještě odloučené pracoviště SOU lesnické v Harrachově. V ISŠ byl otevřen nový nástavbový obor pro jednostopá vozidla, takže se počet žáků školy zvýšil na 590, což bylo nejvíc v historii školy. Ve školním roce 2009/2010 pokračovaly učební obory automechanik, autoelektrikář, klempíř, lakýrník a studijní obory obchodní akademie, autotronik, nástavba denní a dálková. Výuce slouží učebny a dílny vybavené moderní počítačovou technikou, novinkou bylo využití interaktivní tabule.

## Ředitelé školy
- 1920 – prvním ředitelem se stal diplomovaný agronom Josef Koukol
- 1952 – Josef Kučera, bývalý zaměstnanec SBČS
- 1964 –  Zdeněk Zuzánek
- 1970 – Ing. Josef Grafek
- 1999 – Ing. Markéta Zelinková, současná ředitelka ISŠ

## Soutěže odborných dovedností
- 1999/2000 – zisk 2. místa v odborných dovednostech Automechanik junior 2001 zvítězili v krajské soutěži 3 žáci
- Ve školním roce 2008/2009 žák Ludvík obsadil 3. místo v krajské soutěži Autojunior
- V matematické olympiádě jsme v roce 2005 skončila škola na 30. místě ze 450 zúčastněných škol.
- V roce 2006/2007 škola uspěla při akce Maturita nanečisto, např. jsme byla v českém jazyce 14. ze 559 škol, v němčině 17 z 525 zúčastněných škol, v občanské nauce 3. ze 407 škol.